# Français de Bretagne
Le français de Bretagne est la forme régionale du français parlée en Bretagne. Il est principalement influencé par le breton à l'Ouest, en Basse-Bretagne (il s'agit alors de bretonnisme), et par le gallo à l'Est en Haute-Bretagne, bien qu'il ne doive pas être confondu avec ce dernier, malgré leur proximité.
L'expression est basée sur la croyance  en  l'existence d'un français unique officiel, reconnu par l'état d'un côté, et d'un breton parlé unique, alors que le breton parlé possède des formes différentes et n'a aucune reconnaissance officielle. de plus certains termes n'ont une ère d'extension très limitée, et don inconnus hors d'un rayon de dix kilomètres, voire moins.  

## Prononciation
L'accent tonique est souvent porté sur l'avant-dernière syllabe comme en breton. Certains sons sont assourdis, notamment en fin de phrase et les sons comme /bl/ ou /dʁ/ deviennent /b/, /d/ (/p/ ou /t/  s'ils sont assourdis). Ainsi, le mot impossible sera prononcé [ɜ̃pɔˈsip] et le mot Irlandaise [iʁlɑ̃ˈdɛːs].

### Voyelles
Les /a/ à la fin sont moins ouverts: pas [pɑ], chocolat [ʃokoˈlɑ], etc. Les voyelles longues sont encore maintenues: tempête [tɑ̃ˈpɛːt], jaune [ʒoːn], etc.
Certains mots se prononcent différemment du français de Paris moderne comme couenne ou poêle, qui se  prononcent [kwɛn] et [pwɛːl], mais les Parisiens et les Sudistes prononcent [kwan] et [pwal].

## Syntaxe
L'ordre des mots peut reprendre celui du breton. Ainsi, la phrase Elle est grande pourra se dire Grande qu'elle est si l'on insiste sur l'adjectif ou C'est elle qui est grande/C'est elle qu'est grande si l'on insiste sur le sujet.

## Vocabulaire
- la chouille = beuverie. « Aller en chouille »: faire la fête (localisé, peu répandu)
- la liche = l'alcool
- un lichou = un gourmand
- une lichouserie = une gourmandise (viennoiserie, bonbon par exemple)
- la bigaille = la monnaie
- avoir du goût = prendre du plaisir (transposition en français du breton plijadur a zo bet, plaisir qu'on a eu), côte ouest;
- un poch = un alcoolique
- une gouelle = un goinfre
- douiller = pleuvoir
- un pochon = un sac en plastique, ou en papier, issu du français
- un grignou = un grincheux, ou un pleurnicheur
- un paletot = un veston
- c'est la wouelle = c'est la honte
- partir en riboul = faire la fête (isuu du breton de l'ouest)
- une ribine = un chemin de terre (typiquement léonard)
- un ben (prononcé: « benne ») = un pantalon (de l'argot français "bénard")
- un jus = un café (la boisson)
- faire de l'essence = prendre de l'essence à la station-service
- faire un pok = faire un bisou
- un crayon gris , ou un crayon noir = un crayon à papier, issu du français scolaire local.

### Emprunts au breton
- une cuche = une queue de cheval
- une billig = une crêpière, du breton pillig;
- Les mots amener, emmener, envoyer, apporter et emporter, sont synonymes, ce qui correspond au verbe kas en breton.
- un torr-penn = un casse-pied
- ma Doué = mon Dieu (interjection), du breton Doue, Dieu. De manière plus accentuée, ma Doué bénigette, du breton ma Doue beniget.
- droch = étrange, bizarre.
- restachoù = restes alimentaires
- être dans le lagenn = être dans le marais, embourbé.
- du reuz = du bruit, du bazar
- pignouser = pleurnicher

## Sources
- Hervé Lossec, Les Bretonnismes, Skol Vreizh, 2011
- Daniel Giraudon, Gallo et Galloïsmes : Le français tel qu'on le parle en Haute-Bretagne, Morlaix, Skol Vreizh, 2012 (ISBN 978-2-36758-003-6)